# Cante jondo (album)
Cante jondo è il settimo LP di Eduardo De Crescenzo, pubblicato nel 1991, dopo la sua partecipazione al Festival di Sanremo con il brano E la musica va.

## Tracce
Testi di Franco Del Prete, musiche di Eduardo De Crescenzo.
1. E la musica va – 5:00
2. Sarà così – 4:15
3. Cante jondo – 4:28
4. Batte l'onda – 5:23
5. Benedetta mama creola – 4:30
6. Occhi di marzo – 4:35
7. Van Gogh – 4:37
8. Cerca quella chiave – 4:40
9. Nainè – 1:25

Durata totale: 38:53

## Formazione
- Eduardo De Crescenzo – voce, cori, armonica
- Vittorio Remino – basso
- Ernesto Vitolo – pianoforte
- Franco Del Prete – batteria
- Joe Amoruso – tastiera, pianoforte
- Gianni Guarracino – chitarra acustica, chitarra elettrica, chitarra classica, chitarra flamenco
- Naná Vasconcelos – percussioni